# Douglas Csima
Douglas Csima, né le 28 novembre 1985 à Mississauga, est un rameur d'aviron canadien. 

## Palmarès

### Jeux olympiques
- 2012 à Londres,  Royaume-Uni
  -  Médaille d'argent en huit

### Championnats du monde
- 2009 à Poznań,  Pologne
  -  Médaille d'argent en huit
- 2011 à Bled,  Slovénie
  -  Médaille de bronze en huit